# Эзи-сюр-Эр
Эзи-сюр-Эр (фр. Ézy-sur-Eure) — коммуна на севере Франции, регион Нормандия, департамент Эр, округ Эврё, кантон Сент-Андре-де-л'Эр. Расположена в 33 км к юго-востоку от Эврё и в 50 км к северу от Шартра, на левом берегу реки Эр.
Население (2018) — 3 690 человек.

## Достопримечательности
- Церковь Святого Андрея второй половины XX века
- Музей гребней и украшений

## Экономика
Структура занятости населения:
- сельское хозяйство — 1,4 %
- промышленность — 21,8 %
- строительство — 4,9 %
- торговля, транспорт и сфера услуг — 42,9 %
- государственные и муниципальные службы — 29,0 %

Уровень безработицы (2017) — 12,2 % (Франция в целом — 13,4 %, департамент Эр — 13,4 %). 

Среднегодовой доход на 1 человека, евро (2018) — 21 330 (Франция в целом — 21 730, департамент Эр — 21 700).

## Демография
Динамика численности населения, чел.

## Администрация
Пост мэра Эзи-сюр-Эр с 2014 года занимает Пьер Лепортье (Pierre Leportier). На муниципальных выборах 2020 года возглавляемый им независимый список победил в 1-м туре, получив 58,89 % голосов. 
| Период | Период | Фамилия       | Партия                             | Примечания |
| ------ | ------ | ------------- | ---------------------------------- | ---------- |
| 1965   | 1977   | Даниэль Шампо | Разные правые                      |            |
| 1977   | 1983   | Анри Леконт   | Радикальная партия                 |            |
| 1983   | 1986   | Эме Тексье    | Социалистическая партия            |            |
| 1986   | 1998   | Жан Гатле     | Объединение в поддержку Республики |            |
| 1998   | 2001   | Жан Морине    | Объединение в поддержку Республики |            |
| 2001   | 2014   | Мартин Руссе  | Разные правые                      |            |
| 2014   |        | Пьер Лепортье | Разные правые                      | фармацевт  |